# Volksmarine
Volksmarine bylo námořní složkou ozbrojených sil Německé demokratické republiky. Existovalo v letech 1956–1990. Po zániku NDR bylo včleněno do německého námořnictva, které většinu jeho lodí rychle vyřadilo.

## Historie

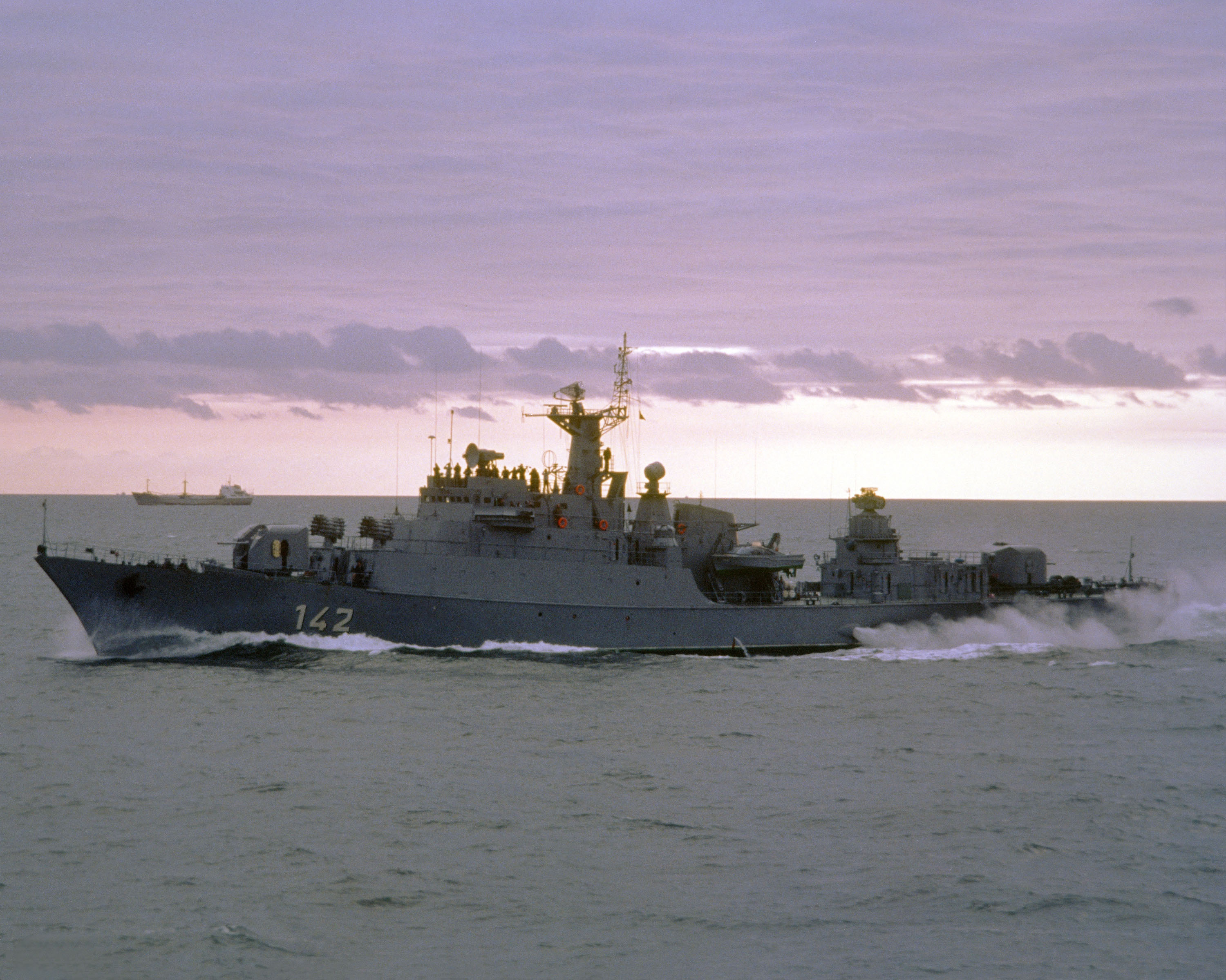
Fregata Berlin

NDR vznikla po druhé světové válce v sovětské okupační zóně Německa, tedy v prostoru, který se měl stát hlavním bojištěm případné nové války mezi Západem a SSSR. Na Sovětský svaz plně orientovaný režim brzy začal s výstavbou vlastních ozbrojených sil, zahrnujících i námořnictvo, mezi jehož hlavní úkoly patřila pobřežní obrana, protiponorková obrana a ostraha hranic. Námořnictvo přitom tvořila spíše menší plavidla – korvety, raketové a torpédové čluny, hlídkové lodě, minolovky a výsadková plavidla. Naopak nevlastnilo ponorky. Jeho hlavním rivalem byla západoněmecká Bundesmarine.